# Davidson County, Tennessee
Davidson County är ett administrativt område i delstaten Tennessee, USA, med 626 681 invånare. Den administrativa huvudorten (county seat) är Nashville. 

## Geografi
Enligt United States Census Bureau så har countyt en total area på 1 363 km². 1 301 km² av den arean är land och 62 km² är vatten.  

### Angränsande countyn
- Robertson County - nord
- Sumner County  - nordost
- Wilson County - öst
- Rutherford County - sydost
- Williamson County - syd
- Cheatham County - väst